# 이지은 (1971년)
이지은(李知恩, 1971년 8월 28일 ~ 2021년 3월 8일)은 대한민국의 배우였다.

## 생애
1994년 SBS 서울방송 프로그램 《좋은 아침입니다》에서 모델로 데뷔하였고 영화 《금홍아 금홍아》, 드라마 《젊은이의 양지》, 《왕과 비》 등에 출연하였다. 특기는 발레이다.
2000년 12월 19일 사업가 이진성과 결혼했다. 이후 강남구 신사동에서 어린이 전문 미용실 '지아모 헤어'를 운영하였고 2015년 이혼 후, 2018년부터 한 커피 전문점 프랜차이즈 대표이사로 활동하였다.
2021년 자택에서 숨진 채 발견되었다. 사인은 심근 경색이라고 한다. 당시 슬하에 1남이 있었는데, 아들은 군복무 중이었다.

## 학력
- 서울 용산 초등학교 → 서울신용산초등학교(졸업)
- 용산여자중학교(졸업)
- 수도여자고등학교(졸업)
- 호세이 대학교 일어일문학과(졸업)

## 출연작

### TV 드라마
- 2004년 KBS2 《해신》
- 1999년 MBC 《남의 속도 모르고》 - 장은지 역
- 1999년 KBS2 《KBS 드라마시티》 '세리가 돌아왔다' - 세리 역
- 1998년 KBS1 《왕과 비》 - 향이(한명회의 소실) 역
- 1997년 SBS 《모델》 - 패션 매거진 기자 역
- 1997년 SBS 《OK목장》
- 1996년 SBS 《엄마는 못말려》
- 1996년 KBS2 《컬러 - 레드》 - 이화경 역
- 1996년 KBS2 《며느리 삼국지》 - 미치코 역
- 1995년 KBS2 《젊은이의 양지》 - 조현지 / 하현지 역
- 1994년 KBS2 《KBS 드라마게임》 '내 사랑 미쉘'
- 1994년 KBS2 《느낌》

### 영화
- 1999년 《세기말》 - 미란 역 (특별 출연)
- 1998년 《파란 대문》 - 진아 역
- 1998년 《러브 러브》 - 나나 역
- 1995년 《금홍아 금홍아》 - 금홍 역

### 광고
- 1994년 롯데제과 슈아이스 (이본과 함께 출연)
- 1994년 롯데제과 하양까망
- 1994년 롯데제과 트윈키
- 1994년 해태음료 투데이스 캔커피 (이정재와 함께 출연)
- 1995년 해태음료 샤쎄
- 1995년 태웅화장품 세띠마
- 1995년 코오롱상사 코오롱모드 쟈스트
- 2005년 LG텔레콤 폰앤펀
- 2006년 AIG생명보험 마스터플랜
- 2012년 LG패션 질스튜어트뉴욕

## 수상
- 1995년 제6회 춘사 대상 영화제 새 얼굴 여자 연기상 《금홍아 금홍아》
- 1995년 제16회 청룡 영화제 신인 여우 상 《금홍아 금홍아》
- 1995년 제15회 한국영화평론가협회상 신인연기상 《금홍아 금홍아》
- 1996년 제34회 대종 상 신인 여우 상 《금홍아 금홍아》
- 1996년 KBS 연기 대상 포토 제닉 상 《컬러》,《며느리 삼국지》